# Vratislav von Brünn
Vratislav (tschechisch Vratislav Brněnský, auch Wratislaw; * nach 1111; † 16. August oder 21. September nach 1146), aus dem Geschlecht der Přemysliden, war Herrscher über das mährische Teilfürstentum Brünn.

## Leben
Vratislav war der Sohn von Ulrich (Oldřich Brněnský). Er herrschte zwischen 1126 und etwa 1146 zu Brünn und war in viele Kirchen- und Erbfolgekonflikte verwickelt. Er geriet mit dem Olmützer Bischof Heinrich Zdik in Streit, weil dieser als Parteigänger der Prager Herzöge in Mähren auftrat. 1128/29 wurde er von Herzog Soběslav I. vertrieben und verbrachte etwa ein Jahr im Exil. 1140–45 versuchte er mit einer Gruppe mährischer Adliger, Vladislav II. vom Thron zu stürzen. Nach 1146 wird Vratislav nicht mehr in den Quellen erwähnt.
Er heiratete 1132 eine nicht weiter bekannte russische Prinzessin. Seine Kinder waren möglicherweise Spitignev († 1197) und Swatopluk († vor 1201), die aber lediglich ein Falsum des 14. Jahrhunderts als seine Söhne und Nachfolger im Brünner Teilfürstentum angibt.